# NK Mladost Mali Otok
NK Mladost 1931 je nogometni klub iz Malog Otoka.
Trenutačno se natječe se u 3. ŽNL Koprivničko-križevačkoj pod vodstvom predsjednika Tomislava Andrića. Službena boja dresova: domaća garnitura: plavo-plavo-bijelo, druga garnitura: crveno-bijelo-plavo